# Toumanski RD-9
 (avril 2025).
Si vous disposez d'ouvrages ou d'articles de référence ou si vous connaissez des sites web de qualité traitant du thème abordé ici, merci de compléter l'article en donnant les références utiles à sa vérifiabilité et en les liant à la section « Notes et références ».
Le Toumanski RD-9 est le premier turboréacteur de conception purement soviétique (c'est-à-dire non basé sur des conceptions allemandes ou britanniques).

## Historique
C'est une évolution du Mikouline AM-5, disposant d'un nouveau compresseur avec le flux d'air subsonique plus rapide. Les essais du moteur sont achevés en 1953 et il développe une poussée de 5 732 livres (25,5 kN) sans postcombustion. Quand Toumanski remplace Mikouline comme concepteur en chef de l'OKB en 1956, le moteur est rebaptisé RD-9.
Il a été fabriqué sous licence en Chine sous le nom de Wopen WP-6A.

## Variantes et applications
- RD-9A et RD-9AK : versions sans postcombustion pour le Yak-25 et le Yak-26 ;
- RD-9AF-300 et RD-9AF2-300 : versions avec postcombustion pour le Yak-27 et le Yak-28 ;
- RD-9B : version avec postcombustion pour les premiers MiG-19 ;
- RD-9BF-811 : version avec postcombustion pour les derniers MiG-19 ;
- RD-9V : version avec postcombustion pour l'Iliouchine Il-40P.

Le RD-9B a aussi été utilisé en RDA pour motoriser le prototype du jet civil Baade 152 en 1958 et 1959. Il a été remplacé par le moteur Pirna 014 (en) lorsque celui-ci fut disponible.

## Caractéristiques (RD-9BF-811)
Caractéristiques générales :
- Type : turboréacteur avec postcombustion
- Longueur : 5 560 mm
- Diamètre : 670 mm
- Masse : 725 kg

Composants :
- Compresseur : compresseur axial

Performances :
- Poussée maximale :
  - 29 kN à puissance militaire maxi (à sec)
  - 37 kN avec postcombustion

- Consommation spécifique :
  - 104 kg/(h·kN) à puissance militaire maxi (à sec)
  - 169 kg/(h·kN) avec postcombustion
- Rapport poussée/masse : 50,8 N/kg (5,2:1)